# Fort główny artyleryjski 51 „Rajsko”
Fort 51 Rajsko – jeden z fortów artyleryjskich Twierdzy Kraków. Powstał w latach 1881–1884. Był to jeden z największych fortów swej klasy w Austro-Węgrzech, jego powierzchnia wynosi około 2600 metrów kwadratowych.
Fort znajduje się na wzgórzu Rajsko, najwyższym w okolicy (349 m n.p.m.), będącym dobrym punktem obserwacyjnym. W pobliżu fortu przebiega ul. Droga Rokadowa.

## Zespół dzieł obronnych
- Szaniec IS-VII-3
- Szaniec IS-VII-4
- Schron amunicyjny „Rajsko”
- Bateria FB 51a (49°59′14.14″Płn. 19°58′37.19″E)